# 大小和卓之亂
大小和卓之亂，是乾隆二十二年（1757年）新疆回部白山派首領波羅尼都、霍集兄弟發動的反叛，清代文獻稱之為平定回部。兩人出自中亞費爾干納地區伊斯蘭教蘇菲派的分支白山派和卓家族，故人稱波羅尼都為“大和卓”，霍集占為“小和卓”。乾隆二十年（1755年）清廷發兵滅準噶爾後，將被準噶爾囚禁的大小和卓兄弟釋放，派波羅尼都隨軍招撫西域天山南路各地。不久定邊左副將軍阿睦爾撒納反叛，大小和卓乘機控制了今新疆西南部一帶。乾隆二十二年（1757年），霍集占殺死副都統阿敏道，公然舉兵自立。次年（1758年），乾隆皇帝發兵征討大小和卓，清軍在庫車、葉爾羌（今莎車）、和闐等地與大小和卓交戰。乾隆二十四年（1759年），大小和卓西逃，經葱嶺進入巴達克山（在今阿富汗東北部）境內。霍集占受傷身亡，波羅尼都被巴達克山首領素勒坦沙（Sulṭān Shāh）擒殺，戰事結束。平定大小和卓之亂是乾隆皇帝的十全武功之一，自此天山南路重新納入中國版圖。

## 背景

### 白山派和卓家族
大小和卓的祖先是中亞蘇菲派納格什班迪教派的領袖瑪哈圖木·阿雜木。瑪哈圖木·阿雜木冒充伊斯蘭教先知穆罕默德女兒法蒂瑪的後裔，其子孫號稱“和卓”，主要分為黑山派和白山派兩個敵對的支系。明代中期，黑山派和卓得到葉爾羌汗國王室的支持，成為西域天山南路的伊斯蘭宗教領袖。明末清初，白山派領袖瑪木特·玉素布從中亞來到喀什噶爾（今喀什市）傳教，被葉爾羌汗和黑山派驅逐。瑪木特·玉素布之子伊達雅圖勒拉和卓逃往甘肅河州（今臨夏市），輾轉來到西藏，尋求第巴桑結嘉措和蒙古準噶爾部的支持。清康熙十九年（1680年），在伊達雅圖勒拉的協助下，準噶爾汗噶爾丹進兵葉爾羌，廢黜了葉爾羌汗伊思瑪業勒，扶植伊思瑪業勒之侄阿卜都里什特即位。伊達雅圖勒拉驅逐了葉爾羌的黑山派首領達涅爾，自號“阿巴霍加”，隨後與葉爾羌汗發生衝突。約在1692年，伊達雅圖勒拉戰勝了葉爾羌汗馬哈麻特·額敏，控制了喀什噶爾、葉爾羌一帶。兩年後伊達雅圖勒拉去世，喀什噶爾一帶陷入葉爾羌汗馬哈麻特木明、白山派、吉利吉思（柯爾克孜族）和各地伯克的混戰之中。策妄阿拉布坦控制準噶爾部局勢後，將天山南路置於其直接統治之下，黑山、白山兩派的和卓後裔都被遷至伊犁（今伊犁州）一帶囚禁。到了噶爾丹策零在位時，又派達涅爾管理葉爾羌、喀什噶爾等地事務。此時，伊達雅圖勒拉之孫瑪罕木特已在囚禁中死去，其二子波羅尼都、霍集占，即大小和卓，被囚禁於伊犁以東的額林哈畢爾噶（今依连哈比尔尕山一帶），由當地的準噶爾宰桑阿巴噶斯、哈丹兄弟看管。

### 大小和卓降清

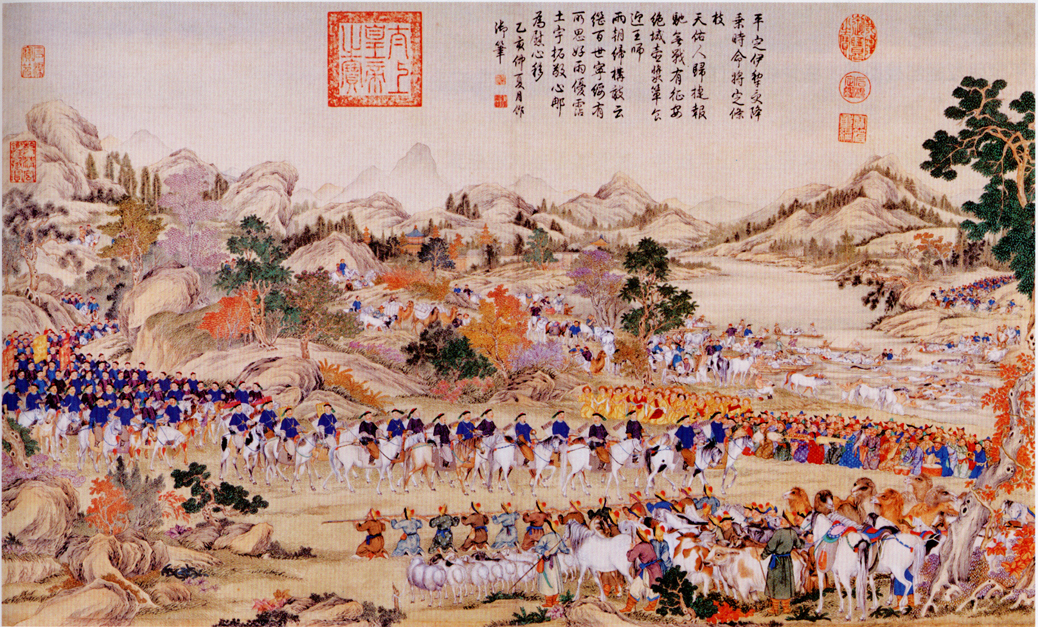
清兵進入伊犁

乾隆二十年（1755年）正月，清軍分兩路出征準噶爾，定邊左副將軍阿睦爾撒納、參贊大臣色布騰巴勒珠爾、奉天將軍阿蘭泰出北路，由定北將軍班第統轄；定邊右副將軍薩喇勒、內大臣鄂容安出西路，由定西將軍永常統轄。兩軍約於博羅塔拉（博爾塔拉）會師。在進軍途中，阿巴噶斯、哈丹等人投降清軍。四月初八，波羅尼都來到西路軍薩喇勒處投誠，稱：“策妄阿喇布坦時將我父縛來為質，至今並不將我等放回。我等情願帶領屬下三十餘戶投降大皇帝為臣僕”。不久，霍集占亦隨哈丹來降，並稱“若荷恩得回故土，情願招服喀什噶爾、葉爾羌各處人眾，同來歸順”。五月，清兵進駐伊犁（今新疆伊犁州霍城縣）。班第擬送波羅尼都赴京朝覲，留霍集占在伊犁“照管遊牧”，即管理被準噶爾遷徙至伊犁的塔蘭奇（準噶爾語“種地人”之意）。
六月，烏什（圖爾璊）伯克霍集斯誘擒準噶爾首領達瓦齊，將達瓦齊縛獻清軍，準噶爾汗國滅亡。此時，喀什噶爾的黑山派玉素普（達涅爾之子）正計劃向北進軍。阿克蘇阿奇木伯克阿卜都瓜卜（霍集斯之兄）向班第提議：由清軍護送大小和卓之一前去喀什噶爾，“然後宣告他已被中國皇帝指定為該地區的統治者”。於是班第派遣侍衛托倫泰（蒙古人）與霍集斯護送波羅尼都南下招服喀什噶爾、葉爾羌，霍集占則仍留伊犁。托倫泰與波羅尼都在霍集斯家族的支持下，在烏什集結軍隊，擊敗了北上的黑山派，並乘勝南進。喀什噶爾的阿奇木伯克和什克開城投降。葉爾羌的黑山派首領和卓加罕（即雅庫布，玉素普長兄）力戰不敵，最後兵敗被殺。

### 阿睦爾撒納之亂

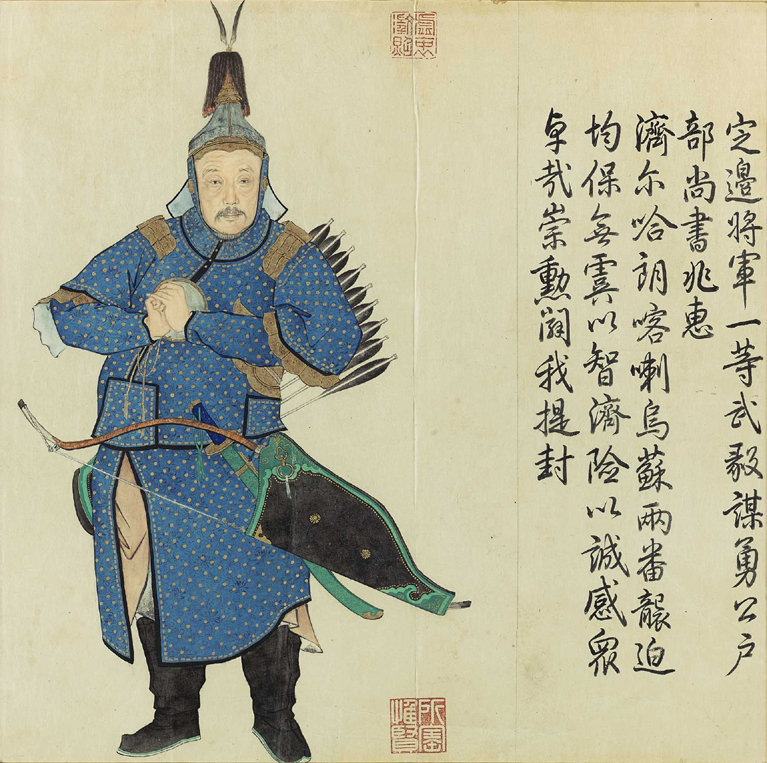
定邊將軍兆惠，平定大小和卓之亂的主帥

清軍佔領伊犁後，朝廷以平定準噶爾大功告成，將西征大軍撤回內地，僅留少量兵力駐守伊犁、烏魯木齊等處。乾隆皇帝認為阿睦爾撒納雖有覬覦準噶爾汗位之志，但“料伊亦不敢遽爾妄行”，並指示諸大臣：阿睦爾撒納“不過希圖肥己，不必過於苛求”。乾隆二十年（1755年）八月，阿睦爾撒納在赴熱河途中叛逃，後潛回博羅塔拉。伊犁的宰桑、喇嘛起兵響應，攻佔了伊犁地區。霍集占在戰亂中帶領隨從逃離伊犁。同被準噶爾囚禁在伊犁的白山派額爾克和卓額色尹（霍集占族叔）、鄂托蘭珠和卓禡木特等人不願依附，逃往布魯特部落及浩罕等地。是年末，阿睦爾撒納派人至波羅尼都處，告知其攻陷伊犁情形。波羅尼都等將托倫泰、特古斯（萨喇勒之兄）等人及蒙古官兵扣留。乾隆二十一年（1756年）二月，定西將軍策楞率西路清軍收復伊犁，阿睦爾撒納逃往哈薩克，形勢再度逆轉。五月，霍集占與波羅尼都會合。殺死阿睦爾撒納派來的使者，將托倫泰送回；又以投誠為名，派人到清兵大營探聽消息。

## 經過

### 舉兵反清
霍集占欲反清自立，與手下各頭目商議：“甫免為厄魯特（準噶爾）役使，今若投誠，又當納貢。不若自長一方，種地守城，足為捍禦。”波羅尼都不願與清軍為敵，說：“從前受辱於厄魯特，非大國（清）兵力，安能復歸故土？恩不可負，即兵力亦斷不能抗。”霍集占派人殺死蒙古察合台汗王後裔以及葉爾羌舊首領伊克和卓，又自加汗號，稱“巴圖爾汗”。波羅尼都勸阻霍集占：“我兄弟自祖父三世，俱被準噶爾囚禁。荷蒙天恩釋放，仍為回部頭目，受恩深重。若爾有負天朝，任爾自為，我必不能聽從”。霍集占固執己見，兄弟二人出現不和。
霍集占只信任在伊犁囚禁時追隨他的屬下，對回疆各地原有伯克則明加籠絡，暗奪其權，致使“各城頭目，俱不心服”。霍集占因忌憚烏什、阿克蘇的霍集斯家族勢力，以烏什伯克霍集斯為和闐伯克，阿克蘇伯克阿卜都瓜卜為葉爾羌伯克，使霍集斯兄弟子侄分居各城。霍集斯畏其聲勢不敢違抗。“喀什噶爾、葉爾羌的伯克階級也幾乎沒有支持和卓木兄弟的”。喀什噶爾伯克和什克不願依附霍集占，投奔吉利吉思部落。阿睦爾撒納叛亂前後，庫車伯克鄂對、拜城伯克噶岱默特等人已避亂投奔清軍，於是霍集占又派兵接收了庫車、拜城，控制了喀喇沙爾（今焉耆）以南、塔里木盆地西部的大部分地方。
乾隆二十一年（1756年）閏九月，駐紮伊犁的戶部左侍郎兆惠接到托倫泰返回的報文，認為“回城地方並無事故”，於是遣副都統阿敏道、宰桑錫克錫爾格帶領索倫部、準噶爾兵丁三千餘人前往招撫回部各城，“將回人等加意安撫”，並催繳各地稅賦。和卓軍隊據守庫車城與阿敏道對峙。阿敏道詢問庫車伯克呼岱巴爾氐（霍集斯長子）為何據城迎戰，呼岱巴爾氐詭稱因畏懼清軍中的準噶爾兵，不敢歸降。於是阿敏道令準噶爾兵撤回，僅帶索倫兵一百餘人入城。
十月，先前由策楞遣往葉爾羌、喀什噶尔的官員提奇圖等返回伊犁軍營，報告霍集占扣留清軍派去的蒙古兵丁及種種謀反情形。兆惠認為波羅尼都“似屬恭順”，霍集占“顯有背逆情狀”，擬令霍集占親自來伊犁謁見。但乾隆皇帝並未意識到局勢的嚴重。此時，霍集占派出的使者沙泥雅斯抵達京師謝恩，乾隆皇帝認為霍集占遣使遠來“意甚誠篤”；且因其向來畏懼準噶爾，情有可原；並傳諭兆惠“但令其每年貢賦照交納，毋庸加以兵威”。
此時，征討阿睦爾撒納的清軍主力陸續撤回，一部份清軍被調往蒙古平定撤驛之變，天山北路守備空虛。十一月，乾隆皇帝冊封的綽羅斯汗噶勒藏多爾濟、輝特汗巴雅爾相約舉兵叛亂。已升任定邊右副將軍的兆惠率五百餘人由伊犁東撤，在鄂壘扎拉圖（在今烏蘇市）、庫圖齊、烏魯木齊經數次惡戰後，於次年二月退回巴里坤。阿睦爾撒納重返西域，清軍再次失去對天山北路的控制。在此情勢下，霍集占認為清廷在西域的統治已近乎崩潰，遂於乾隆二十二年（1757年）三月令人殺死庫車城內的阿敏道，公開舉兵反叛。呼岱巴爾氐得知這一命令後，暗中告知阿敏道。阿敏道率眾逃出城外，被霍集占軍追及，一百餘人全部戰死。
霍集占的反叛大出乾隆皇帝之預料。乾隆二十二年五月，定邊將軍成袞扎布奏请前往回疆平叛。乾隆皇帝傳諭成袞扎布、兆惠全力擒拿阿睦爾撒納，定於次年春天再進兵回部。六月，阿睦爾撒納與哈薩克汗阿布賚反目，逃入俄羅斯。乾隆二十三年正月二十六日癸丑（1758年3月5日），確認阿睦爾撒納在俄羅斯出痘身死後，乾隆皇帝下諭征討：
奉天承運，皇帝勅諭葉爾羌、喀什噶爾、庫車、阿克蘇、和闐等城之伯克、回人等：朕為天下共主，罔有內外，一體撫綏，無使失所。前因準噶爾變亂，自相戕害，厄魯特等俱不聊生。不忍坐視，興師平定伊犁，擒獲達瓦齊。就其台吉、宰桑等級，分封錫爵，普加恩賚。方冀守分安居，永享遐福，無如厄魯特豺狼成性，陰險狡詐。逆賊阿睦爾撒納負恩逃叛，黨眾附和，反覆無常。揆之天理國法，斷不可逭。因再行進剿，以正刑誅。誠以凶頑不除，則邊圉不靖，不得已而出此，皆爾眾伯克、回人所深知者。波羅泥都、霍集占兄弟在噶爾丹策零時，被拘於阿巴噶斯、哈丹鄂拓克。我兵初定伊犁，釋其囚縶，令為回人頭目。方欲加恩錫爵，授以土田，乃乘厄魯特變亂，率伊犁回人，逃往葉爾羌、喀什噶爾。朕以其或懼厄魯特騷擾，暫避以圖休息，尚未加兵。第遣使招撫，不料竟敢殘害使臣，僭稱巴圖爾汗，情尤可惡。若不擒獲正法，則回眾終不得安生。用是特發大兵，聲罪致討。但聞霍集占起意倡亂，波羅泥都被迫從行，已命分別辦理。……（下略）
乾隆皇帝與大臣認為波羅尼都“頗圖安靜”、並無謀反之心，以至期望波羅尼都將霍集占擒獲，並向清軍投誠。二月，朝廷以雅爾哈善為靖逆將軍，率參贊大臣哈寧阿、巴里坤領隊大臣愛隆阿、吐魯番貝勒額敏和卓、哈密貝子玉素卜、肅州鎮總兵閆相師、鑲黃旗察哈爾總管端濟布、前任庫車伯克鄂對等，領兵八千，由吐魯番西進，四月中旬至喀喇沙爾集結。

### 庫車之戰

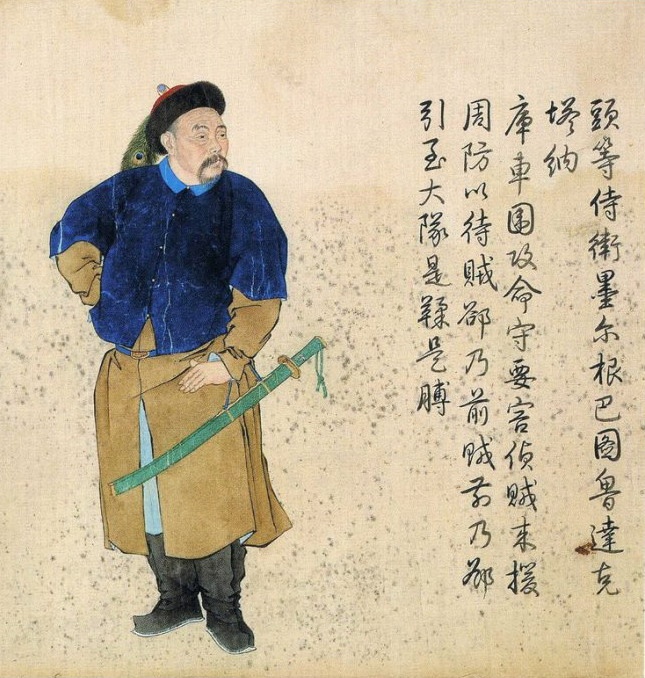
頭等侍衛達克塔納

乾隆二十三年（1758年）五月七日，雅爾哈善領兵進抵庫車。霍集占任用其親信阿卜都克勒木（Abdul Karim）為伯克，駐守庫車城。清兵前哨副都統順德訥曉諭庫車守軍投降，阿卜都克勒木假裝派人索取招降文書。雅爾哈善派散秩大臣托克托、署理守備馬英華、筆帖式官住三人持招降文書，至城下等待守軍接取。忽然從城內殺出騎兵二十餘人，將托克托等三人虜入城中。於是雅爾哈善下令攻城。
庫車城牆雖為土城，但築造堅固。清兵攜帶的威遠炮火力不足以攻城。另有四門“大神炮”，尚為明朝所造，曾在喀喇沙爾試放，此次攻城時炮管竟然斷裂。庫車守軍則有回人、厄魯特騎兵八百餘人以及鳥槍兵。激戰兩日，清兵未獲優勢，閆相師、常保住等被流石所傷。額敏和卓因招降不成，索性親自上陣，也被鳥槍所傷。雅爾哈善命清兵將庫車城四面合圍，待其“自生內變”。五月十八日，雅爾哈善為誘敵出戰，令哈密回人三百名改換衣帽，由阿克蘇方向的大路前來，偽裝成霍集占派來的援軍，令綠營兵佯裝作滿洲兵與其交戰；又令滿洲、索倫兵埋伏於庫車道路要隘，等待伏擊城內守軍，又被守軍識破。
六月初，阿卜都克勒木之弟阿卜都哈里克（ʿAbd ul-Khālig）由賽里木率軍來援，在庫車以東的托木羅克被順德訥、愛隆阿、頭等侍衛達克塔納等擊退。霍集占親率鳥槍兵數千由烏什來援，在鄂根河遇到敗退的阿卜都哈里克，得知庫車城尚未攻破，遂與六月十五日夜急行，次日天明進抵庫車。雅爾哈善探得援兵已近，分兵把守隘路。六月十六日，愛隆阿在庫車城南擊敗一路援軍，順德訥、達克塔納在城西門擊敗霍集占率領的另一路援軍。霍集占負傷逃入庫車城，堅守不出。清兵繳獲大纛二面，額敏和卓識得其為霍集占所用。提督馬得勝派兵挖隧道攻城，雅爾哈善求勝心切，催促士兵日夜挖掘。守軍在夜間看到火光，引水灌入隧道將清兵淹死。乾隆皇帝見雅爾哈善指揮無方，遂令定邊將軍兆惠率兵南下征討。
霍集占入城後，便殺戮鄂對在城中的親屬。鄂對之妻依熱木年少，霍集占欲納為妾。依熱木不從，被囚於高樓，日加凌辱，其二子一女被叛軍從城牆上抛下而死。鄂對向雅爾哈善提議：分兵埋伏於庫車城西、北的兩處隘口，城中糧盡時，霍集占必出城逃走，可從容將其擒獲。雅爾哈善認為鄂對是新降之人，並不聽信其言。六月二十三日夜，霍集占率騎兵四百餘人出西門逃遁。八月，阿卜都克勒木也棄城逃走。城中頭人阿拉難爾率老弱殘兵出降。鄂對入城後，手刃霍集占黨羽三十餘人。
乾隆皇帝得知雅爾哈善疏於防守，致霍集占走脫，極為震怒，命將雅爾哈善逮京議斬；以工部尚書納穆札爾代雅爾哈善為靖逆將軍，戶部侍郎三泰為參贊大臣，受兆惠節制。此時，雅爾哈善留玉素卜駐守庫車，以端濟布為前鋒，開赴阿克蘇。

### 阿克蘇、烏什、和闐降清

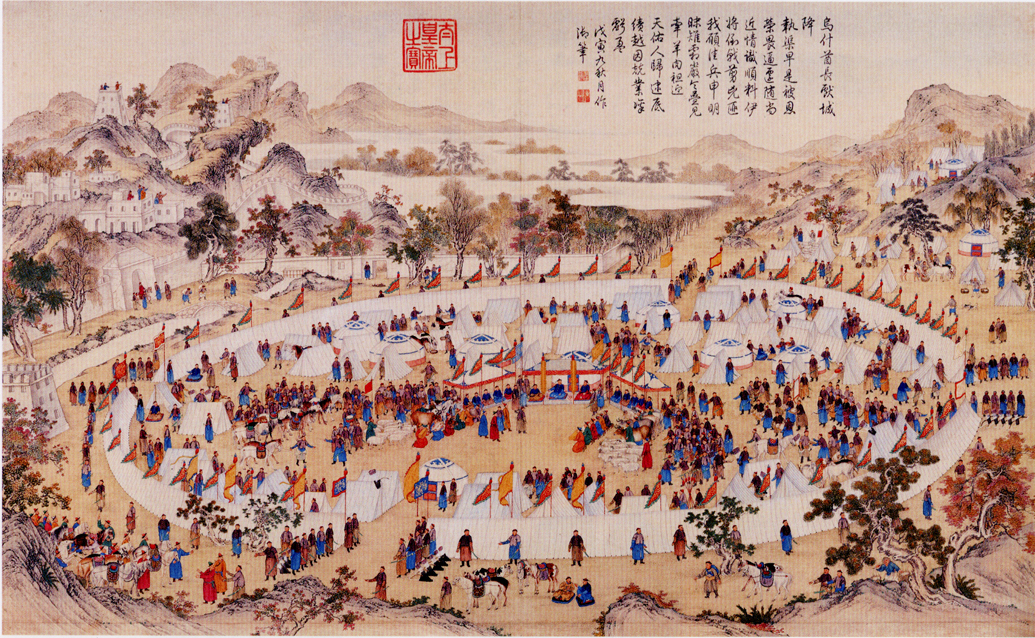
兆惠進駐烏什

乾隆二十三年（1758年）六月，当清軍圍攻庫車之時，賽喇木（今拜城縣賽里木鎮）、沙雅爾（今沙雅縣）爆發了反對霍集占的起義，二城隨即向清軍投降。在霍集占從庫車逃往阿克蘇途中，阿克蘇毛拉阿舒爾率眾殺死霍集占的親信，推舉頗拉特為總伯克，派人向清軍投誠。霍集占攻阿克蘇城不下，又奔赴烏什。八月二十四日，兆惠與雅爾哈善會合，次日進駐阿克蘇。兆惠奏請以鄂對為阿克蘇之阿奇木伯克，頗拉特為其副手；並收繳雅爾哈善官印，將其押解赴京。兆惠隨即向烏什進發，留閆相師綠營兵800人駐防阿克蘇城。革職後在兆惠軍中效力的舒赫德也留在阿克蘇。
烏什伯克漠咱帕爾是霍集斯之子，得知霍集占率軍前來，企圖設宴將其誘擒，但計劃洩露。霍集占得知後不敢入城，派隨軍的霍集斯招降漠咱帕爾。霍集斯原為烏什、吐魯番一帶豪族，被迫依附於霍集占。入城後，霍集斯隨即倒戈，派其子呼岱巴爾氐前往阿克蘇迎清軍入城。霍集占一路向南退卻，返回喀什噶爾。八月三十日，兆惠進駐烏什，以霍集斯之妻與總兵丑達駐守。
九月初，兆惠派侍衛齊凌扎布與鄂對前往和闐招降。由於和闐伯克霍集斯已降清，和闐首城額里齊（今和田市）的頭人將霍集占黨羽驅逐，迎清兵入城。九月下旬，和闐所轄的哈喇哈什（今墨玉縣）、克勒底雅（今于田县）、齊爾拉（今策勒縣）、玉隴哈什（今洛浦縣玉龍喀什鎮）、塔克（在今于田县南）全部歸降。至此，僅有喀什噶爾、葉爾羌二城尚在大小和卓手中。

### 葉爾羌之戰

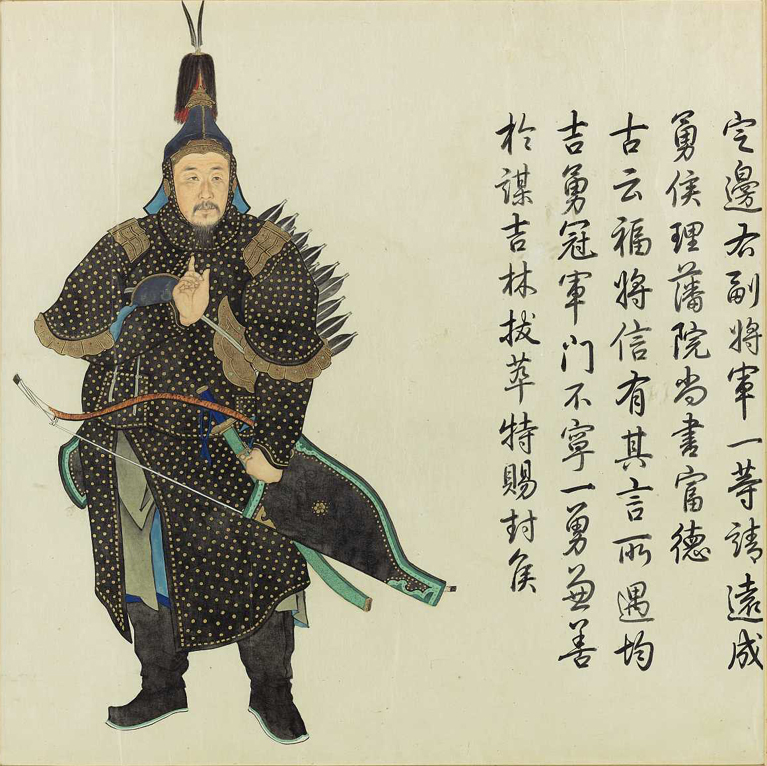
定邊右副將軍富德

自兆惠南下一月有餘，阿克蘇、烏什、和闐望風而降，致使其錯判形勢，輕敵冒進。霍集斯向兆惠提議：先攻佔葉爾羌，截住大小和卓出逃之路；再進兵喀什噶爾，則波羅尼都自當歸降。於是兆惠不等納穆札爾、石三泰的主力抵達，先率四千人向葉爾羌進發，愛隆阿、戶部侍郎明瑞、霍集斯、端濟布、噶岱默特等從行。乾隆皇帝也認為“回部各城迎降相繼，大功可計日而成”，開始考慮各城伯克人選，以及駐兵屯田等事宜。又令章嘉呼圖克圖寫信給拉達克（今克什米爾東南）頭人，若大小和卓逃至彼處，“即擒解前來”，“斷不可容留疏縱”。九月，乾隆皇帝令在哈薩克追剿叛軍的參贊大臣富德前往阿克蘇策應兆惠。又起用舒赫德為頭等侍衛，並增派察哈爾兵七百人、綠營兵三百人赴阿克蘇，歸舒赫德統領。
霍集占退回喀什噶爾後，波羅尼都怨其輕舉妄動，招致清軍征討。於是霍集占前往葉爾羌駐守，堅壁清野，并散佈謠言稱清軍已將霍集斯殺害，且要來殺盡回人。十月初五，兆惠進兵葉爾羌城下，見葉爾羌城池較大，便設法誘敵出戰。初六日，清兵分七隊攻城。霍集占的騎兵出北門突擊，擊潰了清軍中的索倫兵，但被健銳營擊敗，於是固守不出。兆惠兵少不能圍城，令愛隆阿、侍衛奎瑪岱領兵八百人北上防範喀什噶爾來援，並接應納穆札爾、石三泰的援軍。此時，波羅尼都親率五千人前來增援霍集占。
富德接到諭旨後，於十月抵達烏魯木齊。十月中旬，乾隆皇帝又令富德領兵南下巴爾楚克（今巴楚縣）護衛清軍台站；若到時兆惠仍未攻下葉爾羌，即可領兵攻取喀什噶爾。

### 黑水之圍

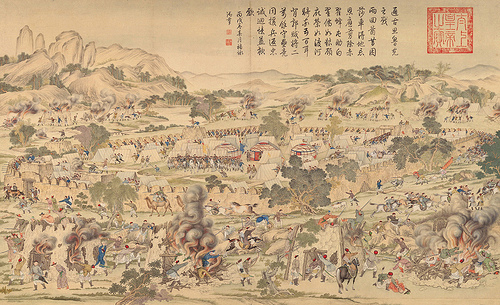
通古思魯克之戰，兆惠被圍困

兆惠偵知和卓士兵在葉爾羌城南的英額齊盤山放牧，打算突襲牧地，掠其牲畜。十月十三日（公曆1758年11月13日），兆惠由城南奪橋渡黑水（維吾爾語稱黑水為喀喇烏蘇），才過四百人時，橋樑垮塌，隨即被霍集占軍霍集占一萬餘人包圍。在混亂中清軍被圍成數截，且戰且渡。兆惠傷及面頰，坐騎中槍倒斃，兩度換馬。激戰五晝夜後，清兵陣亡數百人，馬匹陷入泥淖者甚多。西寧鎮總兵高天喜、副都統三格、護軍統領鄂實、監察御史何泰、侍衛特通額等戰死。此役即通古思魯克之戰。兆惠見無法突圍，遂於黑水南岸就地結營，修築壕溝，此即當時著名的“黑水營”（在今新疆澤普縣古勒巴格鄉吐格貝西村一帶）。霍集占軍也就地駐紮，將清軍營盤團團圍住。
十月十三日黑水之戰的同時，納穆札爾、石三泰的援軍與愛隆阿會合。納穆札爾與諸將率二百餘騎兵趁夜行軍，以期黎明時與兆惠會合，但在途中遇到波羅尼都派出的援軍三千餘人，陷入包圍。納穆札爾、石三泰、侍衛奎瑪岱、彰武、班泰、管站西拉布、護軍校齊旺扎布等皆戰死，僅有少數兵丁逃出。愛隆阿聞訊前往援救，得知納穆札爾已全軍覆沒，遂撤往阿克蘇。兆惠上書請罪，並奏請調阿克蘇等地守軍於年底齊集，“合力攻剿”。
和卓軍向黑水營清兵輪番發動攻擊，均被兆惠擊退，於是打算長期圍困，待清兵糧盡時不攻自破。和卓兵引上游河水灌入清營，被清兵導入戰壕排至下游，反而便於清兵汲水。清軍營地多林木，和卓兵射出的鉛彈陷入樹中，清兵砍柴生火時將子彈取出，足以補充彈藥。十一月中旬，布魯特（柯爾克孜人）頭人納喇巴圖、流亡的額爾克和卓額色尹等人領兵襲擊了喀什噶爾的屬城英吉沙爾（今英吉沙縣），同一天，兆惠出擊焚毀了兩處和卓軍營。大小和卓以為布魯特與清軍聯合，遂遣人與兆惠議和。兆惠提出大小和卓必須先行入京朝覲；大小和卓則稱“願送口糧，撤圍相見”，兆惠不予答覆。於是波羅尼都領兵撤回喀什噶爾，防禦布魯特侵擾。至年末，兆惠已被圍困三個月，軍糧耗盡，士兵只得焚煮馬鞍、皮革，甚至掠取当地平民，杀死后作为食物。

### 呼爾璊大捷

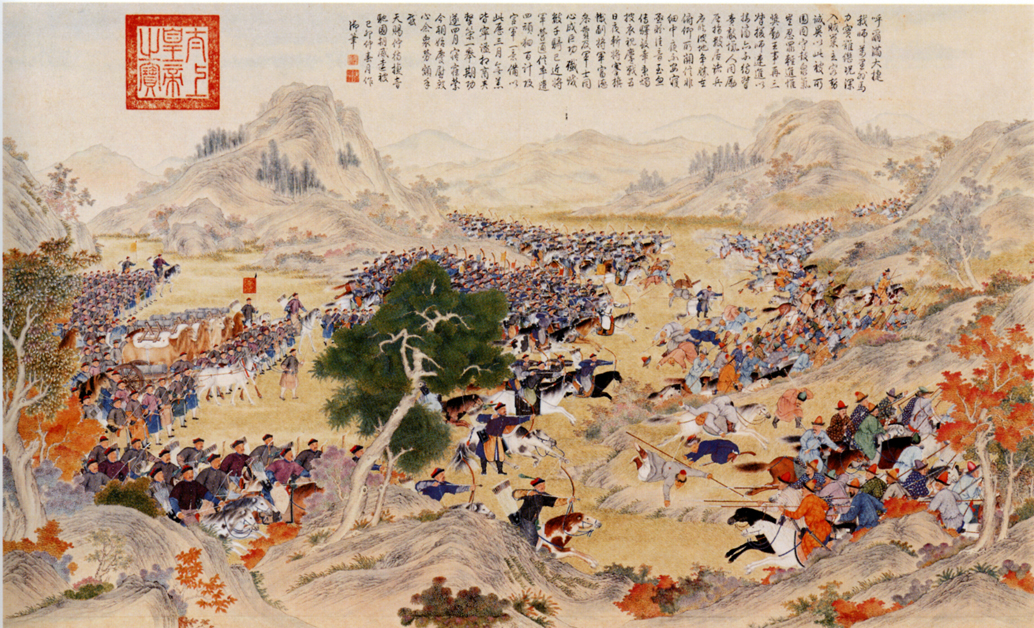
呼爾璊大捷

乾隆二十三年（1758年）十一月初，乾隆皇帝接到兆惠被圍的奏報，以富德為定邊右副將軍，徑赴葉爾羌解兆惠之圍；以副都統阿里袞、舒赫德、愛隆阿為參贊大臣，調集兵馬、駱駝前往增援；令陝甘總督黃廷桂預備馬匹2萬，供西征清軍調用。又命成袞扎布徵發漠北達什達瓦所屬準噶爾兵丁，於次年從特穆爾圖淖爾（今吉爾吉斯斯坦伊塞克湖）南下助攻。富德得知兆惠被圍困後，率副都統鄂博什及侍衛瑪瑺、額爾登額、老格等，於十一月十一日從烏魯木齊出發，日夜兼程開赴阿克蘇。領隊大臣豆斌、散秩大臣永慶、副都統瑚爾起、福祿、總管端濟布等領兵協同。十二月初四日，舒赫德率新到的內地、索倫士兵與原駐兵丁共3500人由阿克蘇開拔。十二月十六日，富德抵達阿克蘇。二十五日，阿里衮率军600，押送2000匹马和1000头骆驼到達阿克蘇；同時，富德在巴爾楚克（今新疆巴楚）趕上舒赫德的隊伍，向葉爾羌進發。

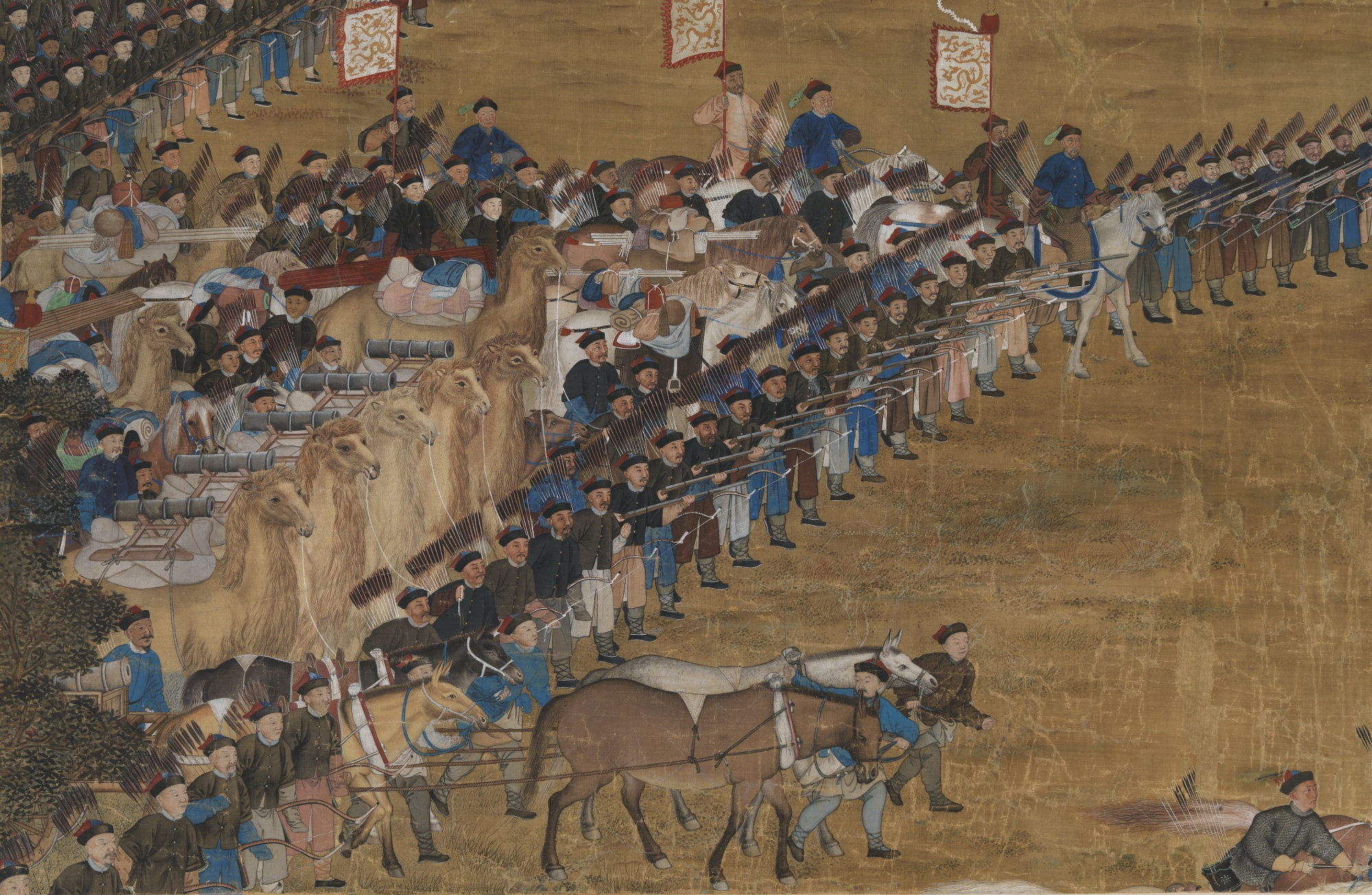
清兵解黑水之圍

乾隆二十四年正月初六日（1759年2月3日），富德在葉爾羌東北的呼爾璊與前來截擊的和卓軍5000餘人遭遇。激戰至夜間，和卓軍退卻，清軍戰馬經長途跋涉，紛紛倒斃，無力追趕。次日，和卓軍佔據山崗，與富德軍相持於戈壁中。初八日，和卓軍得知清軍少馬，率大軍圍攻富德。清軍拒守於沁達爾，苦戰不能突破，且戈壁無水，士兵只得吞咽冰塊。初九日夜，阿里袞率援軍及馬1000匹、駝400隻趕到，與鄂博什從兩翼突擊和卓軍營，富德乘勢掩殺，和卓軍開始潰退。十日黎明，阿里袞、護軍統領努三與富德三路夾攻，和卓軍向南遁去。此役，富德、阿里衮等击毙和卓兵1000餘人，史稱呼爾璊大捷。

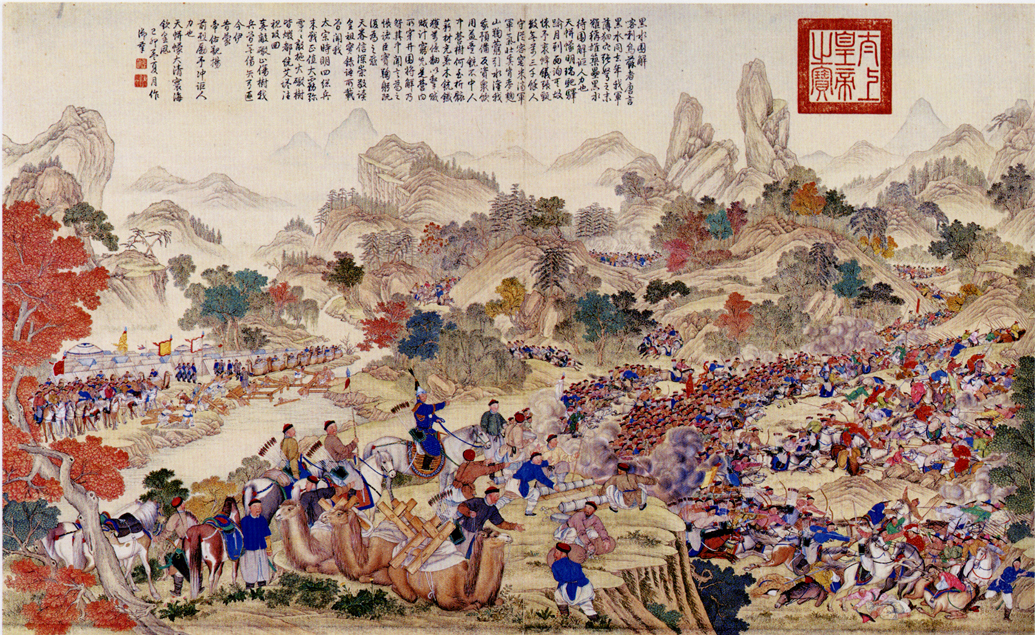
兆惠在黑水突圍

正月初八，兆惠聽到北方有槍炮聲，又見圍營的和卓兵漸少，料想援軍已至，遂分兵兩路出擊，攻取營壘，並派人聯絡富德。十三日夜，富德進兵至葉爾羌河岸，距兆惠兵營尚有20里。十四日黎明，富德領兵前行，击毙和卓兵200余人。和卓軍隊渡河而去。富德與兆惠會合，按照諭旨於當晚啟程返回阿克蘇。至此黑水之圍得解，“將軍以下皆無恙”，“卒得全，莫不喜極涕出”。霍集占見兩路清軍匯合後，不再派兵阻截。此間，波羅尼都中鳥槍受傷，欲向清軍投降，霍集占又不許。

### 和闐之戰
在呼爾滿之戰前的乾隆二十三年（1758年）十一月二十六日，霍集占派遣的阿卜都克勒木兄弟與鄂斯滿、塞頗爾等率兵六百餘人進攻和闐，阻截額里齊、哈喇哈什之間道路；又派其岳父薩里克誘降當地伯克。當地駐防清兵只有綠營、索倫兵五百五十人，分守各城。鄂斯滿首先攻陷克勒底雅，滿洲通事哲勒順被殺，克勒底雅伯克阿里木沙逃往額里齊。阿卜都哈里克將阿里木沙之妻帶到額里齊城下，又將其子當阿里木沙之面殺死。不久，齊拉爾失陷，伯克錫魯卜亦逃入額里齊。齊凌扎布、鄂對行文阿克蘇請求增援。乾隆二十四年正月，阿克蘇辦事侍郎永貴派兵一百人護送軍馬前往。正月十五日後，和卓兵圍攻額里齊、哈喇哈什。索倫驍騎校烏爾圖保固守額里齊，哈喇哈什伯克海里雅木哈子、阿瓦斯默特領四千回兵與齊凌扎布一同抵抗。
正月末，駐守巴爾楚克的參贊大臣巴祿派兵三百名援救和闐。乾隆皇帝命巴祿親自領兵增援，同時以賽音諾顏部郡王策布登扎布為副將軍，福祿、車木楚克扎布為參贊，巡查額爾齊斯河至巴爾喀什湖一帶，防備霍集占經伊犁逃往俄羅斯。兆惠回到阿克蘇後，令愛隆阿駐防烏什，派瑚爾起、巴圖濟爾噶爾帶九百兵援救和闐；上奏待糧餉、馬匹到後，再遣富德領兵數千前往。乾隆皇帝因兆惠、富德進兵過緩，加以申斥。二月，玉隴哈什失陷。乾隆皇帝因新任陝甘總督吳達善辦理兵馬事務不力，命閩浙總督楊應琚來京，不久調任陝甘總督。
三月三日，哈喇哈什失陷，齊凌扎布突圍而出。六日，瑚爾起等抵達額里齊，與散秩大臣鄂對、侍衛噶布舒相會。九日，瑚爾起進至哈喇哈什，乘霧襲擊和卓軍營，射殺阿卜都哈里克。鄂斯滿、霍集雅斯負傷逃走。十一日，清軍收復玉隴哈什、齊爾拉。隨後遣人招降克勒底雅、塔克。克勒底雅頭人四德和卓將阿卜都克勒木屬下布庫塔斯執獻清軍。塔克頭人默里善也將諾們伯克、毛拉岳科卜等擒獻，和闐平定。四月二十二日，富德率軍抵達額里齊駐守。

### 大小和卓西逃

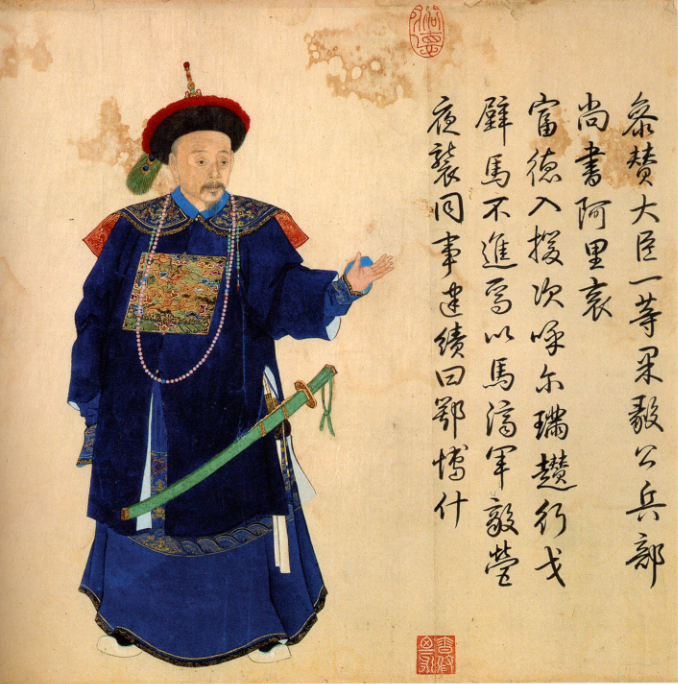
巴里坤領隊大臣 阿里衮

呼爾滿之戰後，霍集占兄弟由於清軍的進攻和維吾爾人的背離，整個陷入了困境。二、三月間，霍集占派人聯絡葱嶺以西的巴達克山、浩罕等國。因浩罕未有回信，且懼布魯特沿途騷擾，和卓兄弟決定逃往巴達克山，或再由巴達克山前往痕都斯坦（今克什米爾地區南部及巴基斯坦北部）。四月，清兵佔領和闐的消息傳來，葉爾羌人心驚動，霍集占將家眷、財物移往葉爾羌以西的赫色勒塔克。波羅尼都也向喀什噶爾居民索取軍糧、馬匹，在六月十日之前陸續運到塔勒巴楚克河，自己僅與親信留在喀什噶爾居住。
在大小和卓準備出逃的同時，兆惠、富德正籌集糧餉，計劃乘麥熟之前進攻葉爾羌。五月，避難於布魯特的原喀什噶爾伯克和什克隨清軍侍衛布占泰來到阿克蘇，向兆惠建議先攻取喀什噶爾，以免霍集占投奔浩罕的額爾德尼伯克。於是兆惠等人議定先攻喀什噶爾，再取葉爾羌。此時，流亡於境外的和卓後裔陸續向清軍投誠。額色尹、禡木特派人前往兆惠軍營，稱其現在布魯特“候進兵信息，情願效力”。在清兵進發之前，與波羅尼都交情深厚的霍集斯派親信巴喇特前往喀什噶爾，仍期望波羅尼都歸降。
六月二日，富德由和闐啟程，進兵葉爾羌。十一日，兆惠領兵九千由烏什南下，進兵喀什噶爾。阿里衮、巴祿領兵三千出巴爾楚克，在喀什噶爾、葉爾羌之間地方等待與富德會合，並把守各處關隘。六月十二日，霍集占派阿卜都克勒木通知波羅尼都準備逃離。六月十五日，布魯特百餘人劫掠了喀什噶爾城北的阿喇古，波羅尼都派鄂斯滿、優駑斯出戰，被布魯特兵打敗。六月十八日，額色尹、禡木特與波羅尼都交戰，剿殺多人，隨後來到兆惠軍營投誠。波羅尼都以抗擊布魯特為由，向城內居民勒索財物、兵器；又毀壞城內街市、城門，“焚城掘樹”，裹挾喀什噶爾及附屬各城的貴族、民眾西逃。阿奇木伯克阿卜都喇伊木、密里木哈子墨墨氐敏、伯克阿卜都爾滿以及霍集斯之兄阿卜都瓜卜也被一併帶走。喀什噶爾居民不願隨行，在途中紛紛逃逸，多前往附近的牌租阿巴特（今伽師縣）。牌租阿巴特伯克呢雅斯收留逃亡民眾，閉城拒守。汗額里吉衣、雅普爾古、烏什哈喇等城各自保聚。
六月二十七日，波羅尼都將喀什噶爾居民掳至城南的提斯衮，由玉魯克嶺（在今疏附縣西南）西逃，帶走居民一百五十戶，及其親信之家眷、奴僕千餘人。霍集占搶掠葉爾羌居民的馬匹、牲畜後，又向當地毛拉勒索白銀四千兩，於閏六月二日啟程，經伯克和羅木渡口逃往羌呼勒。大小和卓在色勒庫爾（今塔什庫爾干縣）會合後向西出逃。留在喀什噶爾、葉爾羌二城的伯克隨即派人迎清兵入城。閏六月十四日，兆惠進駐喀什噶爾城，富德所部先鋒鄂博什進駐葉爾羌城。十八日，富德進入葉爾羌。乾隆皇帝令兆惠留駐喀什噶爾，辦理喀、葉二城事務；富德、明瑞等速領兵追擊。

### 葱嶺三戰

#### 霍斯庫魯克之戰

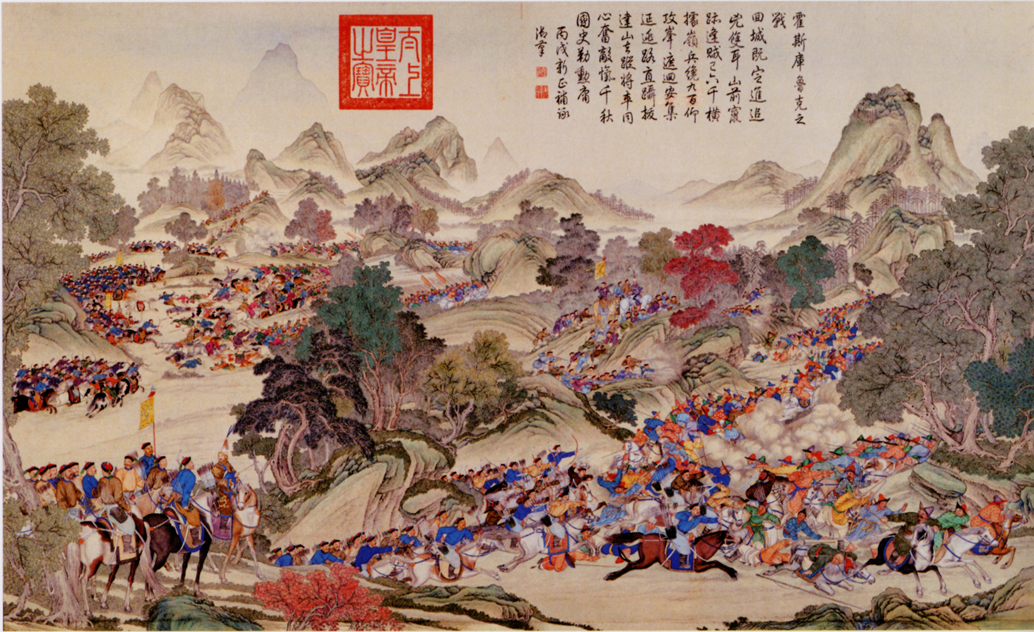
霍斯庫魯克之戰

兆惠進入喀什噶爾後，留閆相師的綠營兵駐守，派參贊大臣明瑞等率兵追擊；同時傳檄浩罕、那木干、安集延、瑪爾噶朗等國協同搜捕大小和卓。明瑞、愛隆阿於閏六月十五日，率兩千人啟程，向西進入葱嶺（帕米爾）群山中。霍集占兄弟欲往巴達克山，但眾伯克不從，只得北上安集延。得知清兵追緊，於是棄其輜重，令家眷先行。沿途無水草之處，以大麥喂馬。明瑞等緣山行走，繞峰渡河，由色勒庫爾向北前往哈喇庫勒（塔吉克斯坦東北之喀拉湖）。閏六月二十八日黎明，明瑞率前鋒九百人在霍斯庫魯克嶺（在喀拉湖以北）追上大小和卓六千餘人。明瑞誘敵下山不成，恐相持稍久，使和卓兄弟逃脫，遂下令仰攻山峰。和卓兵以槍炮還擊。激戰三個時辰，和卓兵開始退卻，清兵因馬匹勞累，無力追及。和卓兵重新集結後，恃其人眾，回師將明瑞分隊合圍。明瑞且戰且行，設埋兵從山上放槍，然後調頭衝入敵陣，才擊退和卓兵。此戰明瑞軍斬殺五百餘人，俘獲三十餘人，清兵陣亡百餘人，是為霍斯庫魯克之戰。

#### 阿爾楚爾之戰

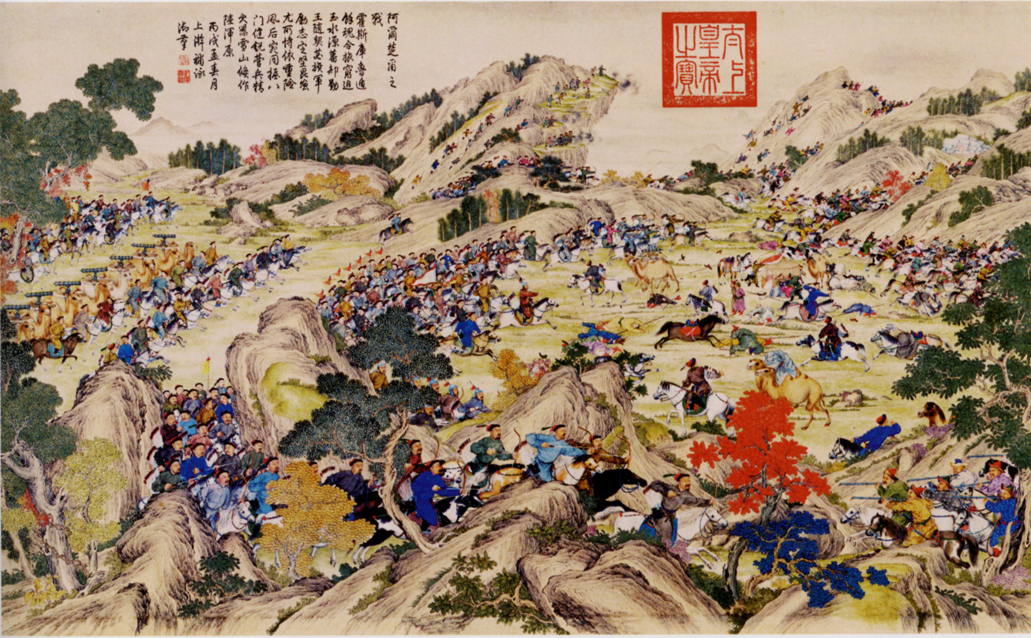
阿爾楚爾之戰

七月初，富德、阿里衮與明瑞在喀喇烏蘇會合，選四千精兵進發。其餘兵丁由總兵楊寧帶領招降沙爾呼勒，並聽候調遣。七月七日，富德探知霍集占在前方一百餘里戈壁中。九日辰時，清兵追至阿爾楚爾（在今塔吉克斯坦戈爾諾-巴達赫尚自治州穆尔加布区東南）。大小和卓令馱載先行，設伏兵六千於阿爾楚爾山谷中。富德以火器營、健銳營居中，巴圖濟爾噶爾、鄂齊爾出左翼，由屯、伊柱為右翼，奪取南、北阿爾楚爾山，並向下衝擊山谷中的和卓兵。阿里衮、明瑞、巴祿、參贊大臣阿桂也從兩翼突擊。富德出兵佯攻和卓馱隊，明瑞、鄂博什繞到後方夾擊。鏖戰一日，清軍殲滅和卓軍一千餘人，生擒五十餘人，陣斬阿卜都克勒木，此即阿爾楚爾之戰。

#### 伊西洱庫爾淖爾之戰

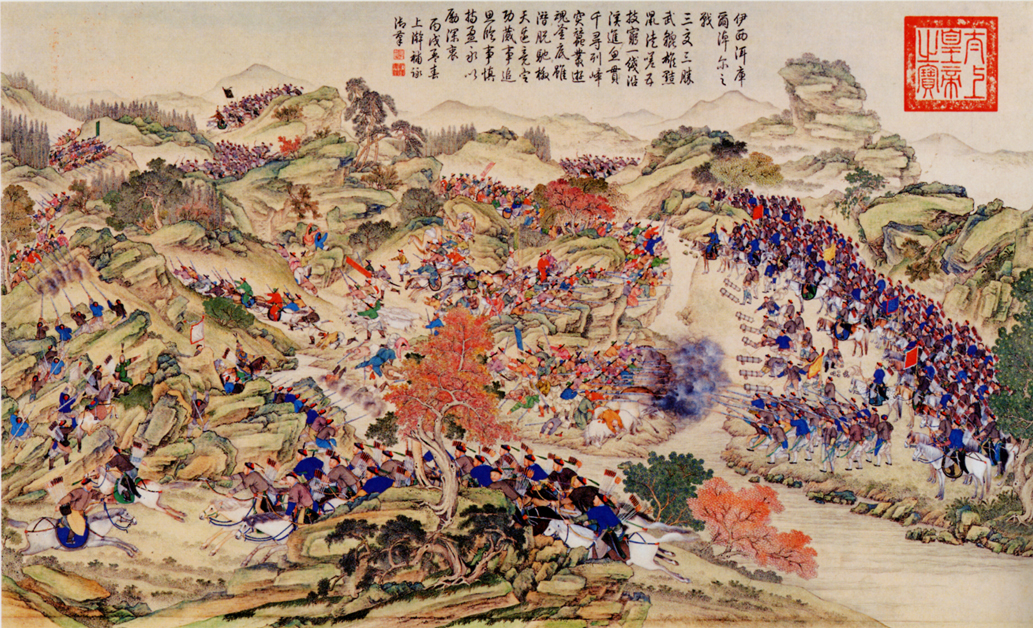
伊西洱庫爾淖爾之戰

七月十日傍晚，清兵追至阿爾楚爾以西的布隆庫勒，偵知大小和卓逃至布隆庫勒湖東北的伊西洱庫爾淖爾（塔吉克斯坦東南之葉什勒池）湖畔。波羅尼都駐紮於湖岸北山，霍集占率部佔據東面山峰。伊西洱庫爾淖爾以西有一大嶺，過此嶺即是巴達克山界。富德先遣阿里衮、達爾黨阿、由屯、官長保、瑚什等領兵五百，往湖西堵截大小和卓去路；伊柱、鄂博什、溫布等領兵八百，往山後阻截。十一日，富德、巴祿、明瑞、阿桂、領隊大臣傅景、瑚爾起等率兵一千餘人，進至伊西洱庫爾淖爾。和卓軍從山上炮擊清兵，以死相拒。富德選健銳營、吉林、索倫、厄魯特各營鳥槍兵四十餘人，仰攻北路山嶺。又令霍集斯、鄂對樹起維吾爾人舊時旗幟招降和卓兵士。和卓軍大潰，投降者甚眾，霍集占奪馬而逃，乘夜繞過山嶺與波羅尼都會合。此即伊西洱庫爾淖爾之戰。十二日，又有被堵截在北山的和卓兵兩千人投降。大小和卓僅率妻子、奴僕三四百人出奔巴達克山。富德派齊凌扎布、鄂對、散秩大臣阿什默特將投降人眾送往英吉沙爾，又率巴祿、阿桂、傅景、瑚爾起等四百餘人，與阿里衮分兵兩路，於十二日啟程，追剿至巴達克山境內。
清軍班師後，乾隆皇帝曾作詩詠伊西洱庫爾淖爾之戰：
三交三勝武貔雄， 黠鼠徒嗟五技窮。一綫沿溪進魚貫，千尋列嶂突蠶叢。遊魂釜底雖潛脫，馳檄天邊竟定功。蕆事追思臨事愼，持盈永以勵深衷。
有西方學者認為伊西洱庫爾淖爾之戰是中國將領在奏摺中虛構的，“無疑是十分夸張而在地理的敘述上又實在模糊”，而帕米爾當地居民並不知曉此事。十九世紀末的英屬印度殖民地政府官員內伊·伊萊亞斯（Ney Elias）認為：跟隨大小和卓的僅有數百人，而且主要是婦女、兒童和奴隸。當中國軍隊到達湖畔時，發現和卓早已逃入附屬於巴達克山的錫克南，“於是便在一塊岩石上刻了些字，然後返回喀什噶爾去了，根本未發生過戰鬥。”然而這種觀點沒有事實支撐，因為伊西洱庫爾淖爾的平定回部紀功碑是乾隆皇帝數年後才派人樹立的，而且無法解釋齊凌扎布將此戰的俘虜帶到英吉沙爾後進行安置的奏摺。

### 巴達克山獻馘

#### 大小和卓被俘

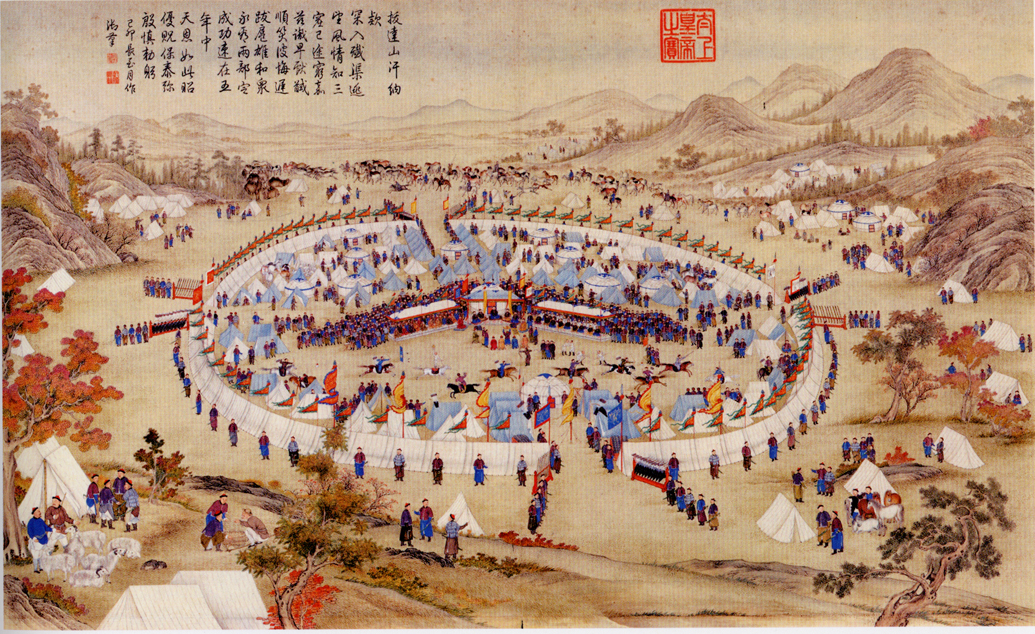
巴達克山使者呈獻霍集占首級

巴達克山是位於葱嶺西部的古國，在今阿富汗東北部。由伊西洱庫爾淖爾向西南行，渡噴赤河，即至巴達克山界。富德一面領兵追擊，一面曉諭當地部落擒拿大小和卓。乾隆二十四年（1759年）七月十二日黃昏，依附於霍集占的蒙古厄魯特頭目沙喇斯、瑪呼斯率600餘人北逃，被清軍副都統伊柱截住。富德領兵進擊，剿200餘人，宰桑雅滿、得木齊（百戶長）丹巴投降。清軍繳獲駝炮八門及去年失去的“威遠大將軍”火炮二門。七月十八日，富德派侍衛薩穆坦（厄魯特蒙古人）、伯克素勒坦和卓（維吾爾人）自巴沙楚爾啟程，曉諭巴達克山汗素勒坦沙（實為蘇丹），令其擒獲大小和卓兄弟，縛獻清軍。
大小和卓進入巴達克山境內後，遭到袞都伯克沙莽蘇爾、錫克南（在今塔吉克斯坦戈爾諾-巴達赫尚自治州錫克南區）伯克沙穆爾沿途追擊，一路向南遁去。霍集占聲稱借道前往麥加朝拜，於七月二十六日進抵巴達克山都城牌租阿巴特（今阿富汗巴達赫尚省首府法扎巴德）。同一天，清使薩穆坦等也來到牌租阿巴特，與素勒坦沙會面。素勒坦沙令霍集占派來交涉的鄂斯滿、雅斯布庫里與薩穆坦相見，薩穆坦面斥霍集占之種種罪過，鄂斯滿不能辯駁。七月二十八日，素勒坦沙邀大小和卓入城。波羅尼都隨即入城，霍集占則領兵在城外揚言：若將清使交出，則願為巴達克山奴僕。素勒坦沙不允，霍集占遂劫掠村莊。素勒坦沙出兵數千將霍集占圍於阿爾渾楚哈嶺，霍集占敗退至齊那爾河，身負重傷被俘。

#### 死亡疑團
素勒坦沙將波羅尼都、霍集占兄弟囚禁於柴扎布，分別拘於二室，並派人通告富德。富德責令素勒坦沙獻俘。巴達克山的阿訇以大小和卓為伊斯蘭教先知後裔，若縛獻清軍，恐鄰國不服，請求清軍寬免。然而素勒坦沙既想得到清軍庇護，以入侵博洛爾、奇特拉爾等鄰近部落，又擔心殺死和卓導致眾阿訇和鄰國的敵視，因此猶豫不決。薩穆坦離開後二日，素勒坦沙又遣人告知霍集占重傷已死。富德令素勒坦沙“務將波羅尼都俘獻；霍集占雖死，亦必獻屍”。乾隆皇帝諭示富德，必須得到和卓兄弟二人，“倘二賊被獲情事不實，……即將拔達克山部落一併辦理，亦無不可”。八月二十五日，富德召見巴達克山使者鄂穆爾拜。鄂穆爾拜聲稱素勒坦沙本欲將和卓兄弟呈獻，但受到當地阿訇阻撓。且聞阿訇打算將和卓所住房屋焚毀後前往麥加，向回教各國控訴素勒坦沙之罪，素勒坦沙被迫中止。次日，富德派薩穆坦隨同鄂穆爾拜返回，限素勒坦沙於二十五天內交出大小和卓；同時令侍衛額爾登額、伍岱領兵跟隨；又派伊柱、巴圖濟爾噶爾、霍集斯進兵至瓦罕（在今阿富汗巴達赫尚省東部），施以兵威。九月三日，富德派人前往招撫巴達克山南邊的博洛爾部落（在今克什米爾巴基斯坦控制區北部）。博洛爾因與巴達克山不睦，其首領沙和碩默特隨即稱臣歸附。

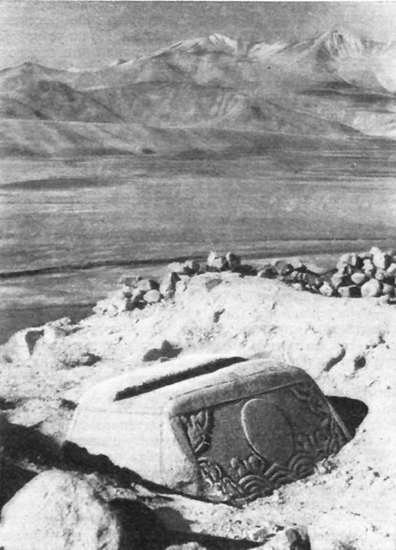
19世紀殘存的伊西洱庫爾淖爾勒銘碑碑座，所雕圖案為東海日出，與新疆昭蘇縣格登山平定準噶爾勒銘碑相同

九月九日，素勒坦沙與額爾登額會面，稱鄰近的琿都斯部落（今阿富汗昆都士）欲來索取大小和卓，且得知霍集占曾暗通巴達克山的敵國塔爾巴斯（布魯特部落，今譯作達爾瓦斯，在巴達克山北部），現將大小和卓先行殺死，以絕後患。額爾登額斥責素勒坦沙擅殺和卓兄弟，令其將首級獻出。素勒坦沙仍以教義經典為由，稱“但自行獻出，恐眾人不服”，請求派人查驗屍首。額爾登額派熟識大小和卓的納達齊前往驗看。納達齊確認“霍集占之屍屬實”，然而“其瘞埋波羅尼都之地與霍集占中隔一墻，但有血跡，並無屍骸。”額爾登額又令素勒坦和卓密雜帕爾詳驗，亦稱確實。因詢問波羅尼都屍首所在。素勒坦沙又稱，波羅尼都生前曾囑咐其僕從，死後不可與霍集占同葬一處；其奴僕有十餘人逃出，其中可能有人將屍首盜去。九月十三日，素勒坦沙遣親信去囚禁之處，審訊看守人們多索丕等。十九日，素勒坦沙來告額爾登額，稱實不知何人將屍首盜去，並舉伊斯蘭教經文發誓不曾欺騙清軍。額爾登額派人密訪，也報稱和卓被殺是實。二十一日，額爾登額傳訊們多索丕及撫養、跟隨大小和卓的呢雅斯索丕、維吾爾婦女濟爾噶勒等人，確認波羅尼都、霍集占被殺之事經過。幾年後，清廷查出波羅尼都屍首係由其僕人盜出，在牌租阿巴特就地埋葬。

#### 移交首級
九月三十日，巴達克山使者、證人隨額爾登額回到富德兵營，進獻霍集占首級，經霍集斯、毛拉郭波和卓及布魯特伯克辨識後確認無疑。富德責問巴達克山來使端伯克，為何先前報稱霍集占已死，後又云兄弟二人同時被殺。端伯克辯稱：“前此拘禁時，傳聞霍集占傷重身死，及遣人往驗尚存。薩穆坦行後，琿都斯即領眾五千，勒取二人。因決計殺死，以絕其望。”富德又令鄂對、布魯特阿奇木之親屬“密行訪問”，最終確認所言屬實。富德隨即遣額爾登額將霍集占首級函送京師，帶證人、巴達克山使者、博洛爾使者一同前往。

### 班師獻俘
十月初二日，富德率官兵啟程返回葉爾羌，酌留新派兵丁鎮守各處。乾隆二十四年十月二十三日庚子（西曆1759年12月12日），乾隆皇帝以平定回部宣諭中外。下諭賞兆惠宗室公品級鞍轡；富德晉封侯爵，賞戴雙眼翎；明瑞、阿里衮賞戴雙眼翎；額敏和卓晉封郡王；賞給玉素卜郡王品級；舒赫德及在事大臣官員均交吏部從優議敘。歷次戰鬥中有功官兵各封賞有差，陣亡者加以優恤。西征在外兵丁均賞兩月錢糧，駐葉爾羌等城兵丁賞一月錢糧。同時下令籌備西征將士返京凱旋及大閱八旗官兵事宜。十一月，乾隆皇帝下令於葉爾羌城內、伊西洱庫爾淖爾湖畔立碑，勒石紀錄平定回部之功，並撰寫碑文。
乾隆二十五年（1760年）正月末，浩罕、巴達克山、博洛爾使臣至京。正月二十七日（1760年2月27日），乾隆皇帝陞御座於午門，行受俘禮，額爾登額等官兵將霍集占首級進獻闕下。二月二十七日（西曆4月12日），兆惠、富德、明瑞、巴祿等將士抵京。乾隆皇帝駐蹕良鄉縣（縣治在今北京市房山區良鄉鎮）黃新莊，郊勞西征諸將士，築壇告天，並設宴款待將軍大臣與回部王公、伯克。三月三日（西曆4月18日），乾隆皇帝在豐澤園（今中南海內）宴請兆惠、富德、明瑞、巴祿與回部王公伯克、文武大臣，賞賜出征將士帑銀、緞匹。
|  |  |  |  |  |  |

## 善後

### 殘部去向
霍集占妻妾雖多，但無子嗣。逃入巴達克山的霍集占親信阿卜都海里、鄂斯滿二人，被素勒坦沙拘禁。乾隆皇帝寬宥其罪，令素勒坦沙嚴行約束。逃逸的厄魯特頭目沙喇斯、瑪呼斯二人不久被其部下所殺。霍集占一位被离弃的妻子——来自艾力和卓木家族的法蒂玛在乾隆二十四年（1759年）九月，作为大小和卓家眷被解往北京。次年正月底抵达北京，送往内务府。此后，艾力和卓木的女儿、图尔都和卓木的胞姐和卓氏作为乾隆帝的妃嫔，出现在宫中，最终封为容妃。有学者据此认为法蒂玛和容妃为同一人。容妃亦被认是後世有民間傳說中的香妃原型。

### 查訪波羅尼都屍首、子嗣

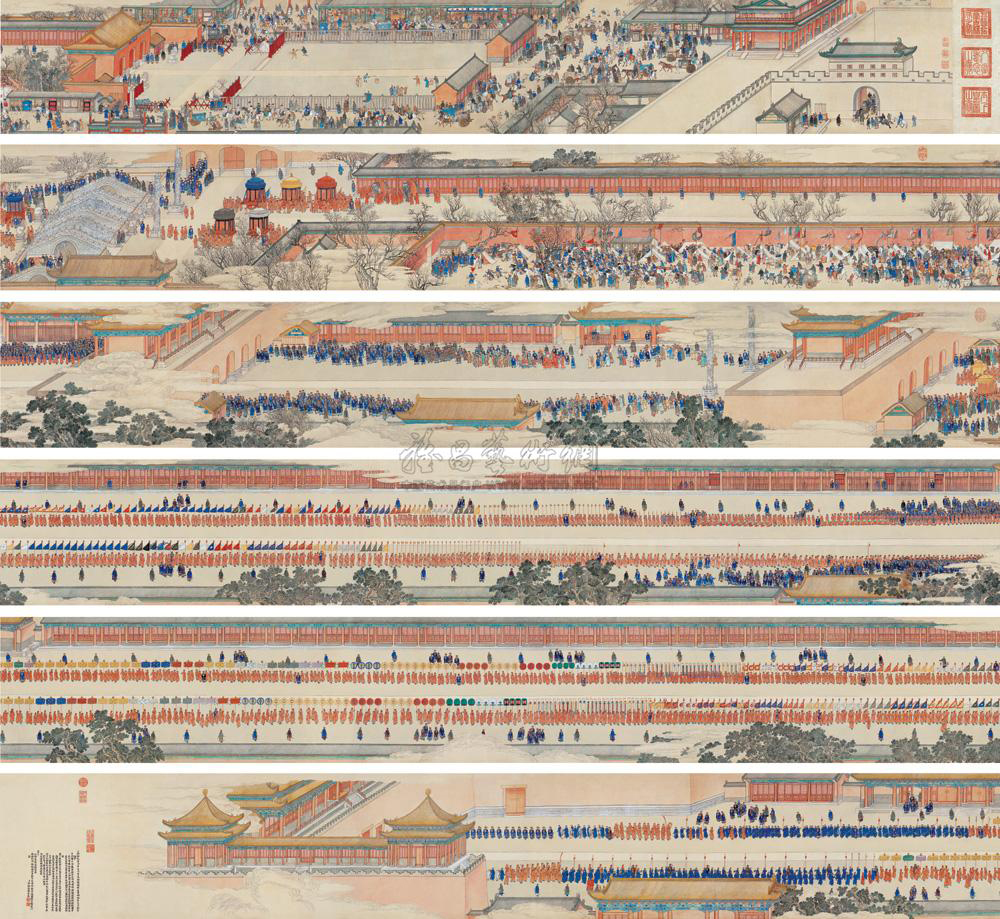
清朝人徐揚畫《平定西域獻俘禮圖》

波羅尼都死後，被僕人摩羅巴喇特（Mullā Baraāt，摩羅即毛拉）秘密葬於牌租阿巴特；其妻妾、子女也留在巴達克山。乾隆二十六年（1761年），葉爾羌辦事尚書都統新柱偵知波羅尼都妻、子下落及波羅尼都瘞埋地點。次年（1762年）底，新柱派葉爾羌五品噶雜納齊伯克薩里向巴達克山索取。薩里啟程十九日後到達牌租阿巴特，素勒坦沙交出巴喇特。十二月二十三日，素勒坦沙派人同薩里來到埋葬處將波羅尼都屍骸取出；併將波羅尼都之妻妾、子嗣六人交出，其分別是：
- 珠賚哈（Julaiqā，維吾爾人），有子阿斯瑪（Qāsim）。
- 巴特瑪（Batmān，厄魯特蒙古人），有子阿卜都哈里克。
- 額爾克揚（Erke yang，柯爾克孜人），有子巴哈敦（Burūt）。

照管波羅尼都妻、子的巴喇特、密諾羅斯等九人也情願同薩里回到回疆。乾隆二十八年（1763年）正月，波羅尼都家眷被帶到葉爾羌。都統新柱詰問巴達克山使臣密爾咱阿達里卜，素勒坦沙先前聲稱波羅尼都之屍被其僕從伊里雅斯盜往琿都斯塔爾罕部落，今為何又從維薩巴特掘出？密爾咱阿達里卜稱：先前並不知屍首被盜原委。後來波羅尼都之幼女亡故，僕人夜間前往波羅尼都墓地埋葬時，曾追隨波羅尼都之舊人都前往祭奠，被巴達克山人目擊。二月，新柱將波羅尼都屍骸匣封，與其妻、子、部屬一同送往北京。阿卜都哈里克後來被編入正白旗蒙古，子孫世居內地。乾隆皇帝還令人保護大小和卓祖先伊達雅圖勒拉之墓，“毋得樵采污穢，以昭國家矜恤之仁。”
波羅尼都另有一子薩木薩克，為其妾愛什阿哈察（ai-shih aghača）所生。後來波羅尼都與愛什阿哈察離異，薩木薩克遂由乳母撫養。乾隆皇帝令將薩木薩克“送來京師，加恩養育”。後來舒赫德發現所獲之薩木薩克並非波羅尼都之子，而是同名之人。後據素勒坦沙奏報，薩木薩克逃到了愛烏罕東北之琿都斯（今阿富汗昆都士）。二十多年後，清廷又得知薩木薩克居住在布哈爾之撒馬爾罕，過著貧苦生活。喀什噶爾伯克鄂斯滿寫信招薩木薩克回國，但未成功。薩木薩克又前往忽毡（今塔吉克斯坦苦盏）等地居住，並受到浩罕伯克那爾巴圖的管制，最後在布哈爾（今烏茲別克斯坦布哈拉）死去。

## 影响

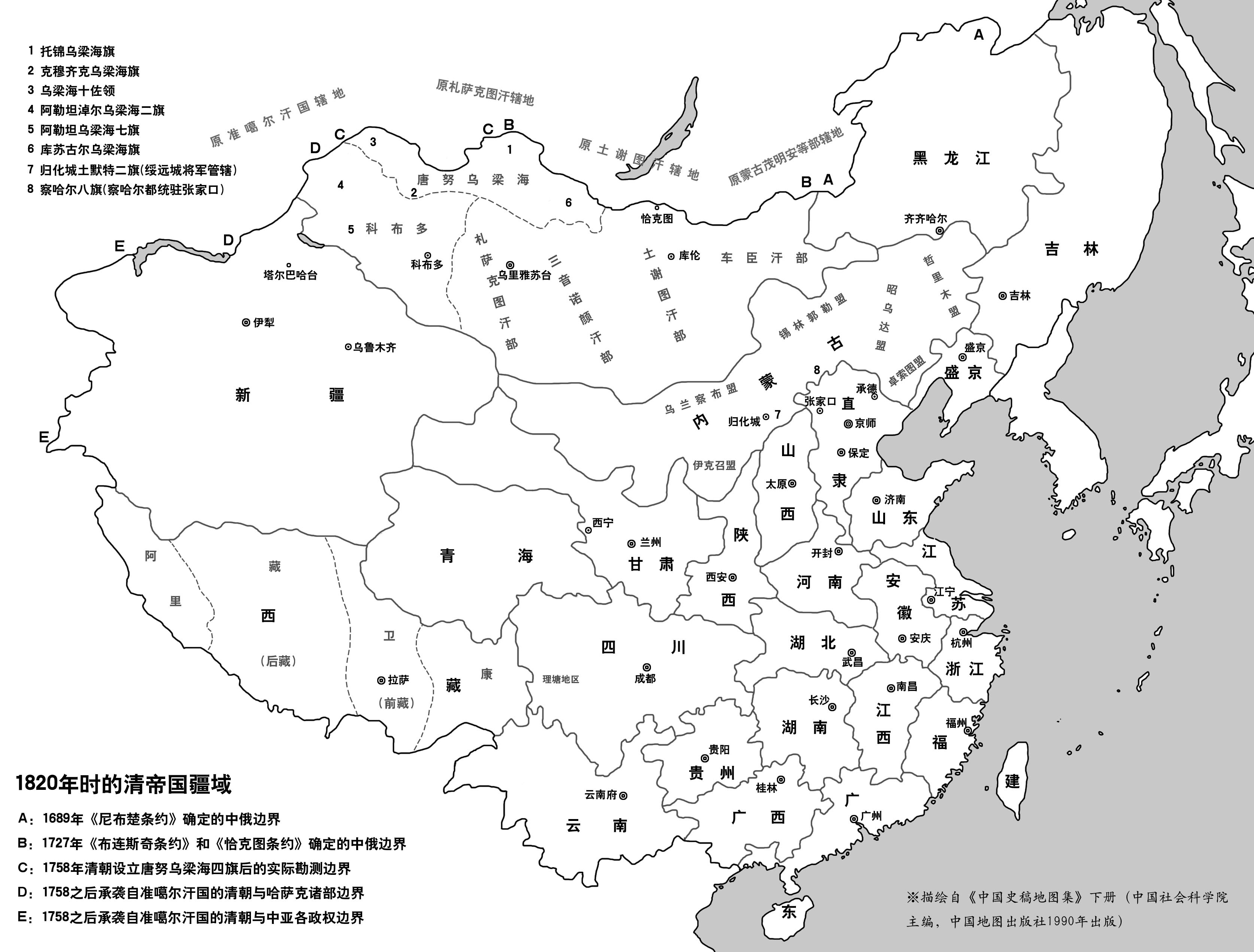
平定大小和卓之後的清朝版圖

平定大小和卓是清朝統一中國戰爭的最後一役，使天山南路復入中國版圖。西域底定後，清代中國疆域的正西端延至帕米爾以西的噴赤河流域，版圖臻於極盛。鄰近新疆的浩罕、布哈爾、安集延、巴達克山、愛烏罕（阿富汗）、博洛爾、乾竺特（坎巨提）等部落遣使入貢，臣屬於中國。自康熙時準噶爾東侵以來，持續七十餘年的西北邊患暫告終結。此後至道光初的六十年間，新疆、蒙古沒有發生大的變亂。道光以降，俄羅斯、英國的殖民者深入費爾干納盆地和克什米爾，逼近中國西境，新疆又進入動蕩時期。
大小和卓西逃後，乾隆皇帝下令改革維吾爾人原有的伯克制，禁止伯克世襲，確定大小伯克的品級、員額、俸祿，並實行迴避。通過有限度的“改土歸流”，伯克階層由世襲貴族轉變為清朝的地方官吏。在軍事方面，於回部各城設駐劄大臣，領八旗、綠營兵鎮守，各城大臣以總理回疆事務參贊大臣為首。乾隆二十七年（1762年），置伊犁將軍統轄新疆各地，以領兵追擊大小和卓的領侍衛內大臣明瑞補授。“軍府制”逐漸確立。
早在霍集占起兵之時，乾隆皇帝已命兆惠清查回部各城戶口，調查準噶爾統治時期的歷年貢賦。兆惠領兵南下後，舒赫德負責辦理此事，將人口、土地、賦稅情況陸續造冊呈報。西域底定後，清廷減輕了準噶爾、大小和卓統治時期的沉重賦稅，廢止了名目繁多的勒索攤派。同時廣辟屯田、治水灌溉，頒行制錢，使新疆經濟得到恢復和發展。到十九世紀初，在新疆南部地區“人們所見到的就只是單調不變的繁榮的過程。”
中國與西亞、南亞的陸路貿易也因回部平定而重新打通。中國出產的茶葉、絲綢、羊毛在葉爾羌、喀什噶爾經浩罕進入波斯和俄國；經拉達克進入英屬印度並販往歐洲。俄國的皮革、火器，英國的鴉片則經葉爾羌流入中國。回部的平定還使自明代中期中斷的和闐玉石供應得以恢復。此後，和闐玉成為清皇室壟斷的珍寶，其採集和運輸受到嚴格的監管。

## 餘波

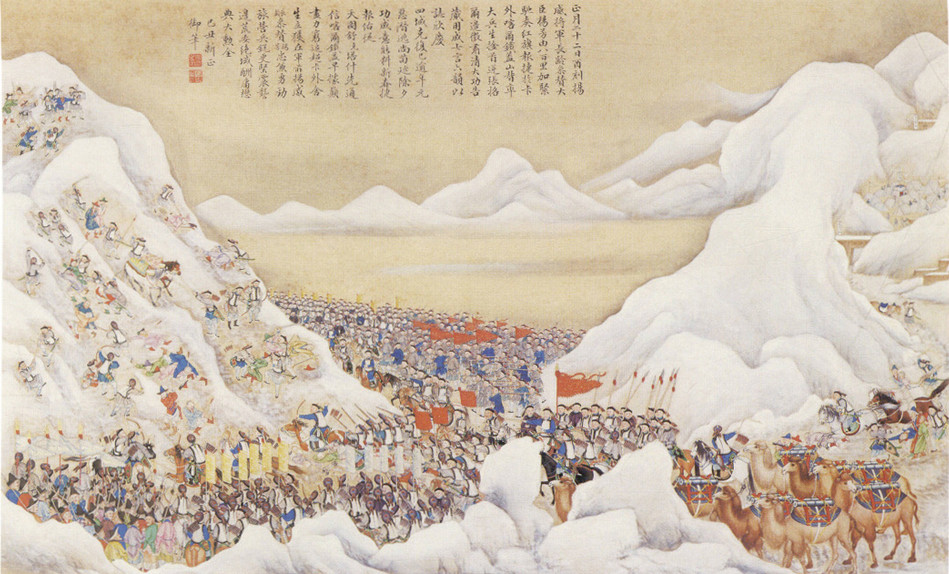
生擒張格爾

薩木薩克有三子：和卓玉素普、張格爾、巴布頂。巴布頂早亡，玉素普、張格爾後來都成為浩罕入侵新疆的工具。由於與新疆的貿易是浩罕的經濟命脈，浩罕伯克表面上對清朝皇帝表示恭順，暗中利用和卓後裔向清廷和新疆官員施壓，謀取在新疆南部的特權，必要時直接派兵幫助和卓後裔作亂。和卓後裔也依附浩罕壯大自己的聲勢，張格爾就許諾將喀什噶爾城贈予浩罕。到了浩罕伯克愛瑪爾在位時，“藉張格爾為奇貨，暗令其滋擾邊界，復匿之境內，故使内地聞之，其情實為狡譎”。嘉慶末、道光初，張格爾四次潛入新疆西部，倚仗浩罕、布魯特軍隊在喀什噶爾一帶作亂。道光八年（1828年），張格爾被擒，押解至北京處死。道光十年（1830年），玉素普入卡作亂失敗。張格爾之子布素魯克仍留在浩罕。
張格爾死後，浩罕繼續利用白山派和卓後裔入侵新疆，掠奪喀什噶爾、葉爾羌等地的財富。如道光年間的七和卓之亂、咸豐年間的倭里罕之亂。浩罕被俄罗斯滅亡前夕，浩罕權臣阿古柏攜布素魯克入侵新疆，建立“哲德沙爾國”和“洪福汗國”。光緒初，左宗棠領兵驅逐阿古柏，收復新疆。布素魯克下落不明，倭里罕被阿古柏毒殺。和卓家族的子孫至此退出歷史舞臺。